# Schefflera pushpangadanii
Schefflera pushpangadanii là một loài thực vật có hoa trong Họ Cuồng cuồng. Loài này được Chakrab. miêu tả khoa học đầu tiên năm 1985.